# Sempronius (Texas)
Sempronius est une ancienne localité et dorénavant une ville fantôme, située sur la rive sud du cours d'eau Caney Creek (en), au nord de Bellville et au sud de Brenham, dans le comté d'Austin, au Texas du Sud, aux États-Unis,,,. Elle est fondée en 1837. Un bureau postal y est créé en 1846. Au début des années 1880, un afflux d'immigrants allemands a grandement stimulé le développement de la ville et, en 1885, elle comptait une école, une égreneuse à coton, un moulin à vapeur, deux églises et 150 habitants. Au début des années 1880, cependant, Sempronius est contourné par le chemin de fer du Gulf, Colorado and Santa Fe Railway et commence bientôt à perdre de la population au profit de la communauté de Kenney (en) et d'autres localités proches au nord et à l'ouest. Le bureau de poste est fermé en 1905. Bien qu'une école pour étudiants noirs ait continué à fonctionner dans les environs, jusqu'en 1917, la ville est abandonnée à la fin de la Première Guerre mondiale.